# Tienszan
Tienszan, Tien-szan (chiń. 天山; pinyin Tiān Shān; dosł. „niebiańskie góry”) – łańcuch górski w Azji Centralnej, na pograniczu Kazachstanu, Uzbekistanu, Kirgistanu i Chin. Długość łańcucha wynosi około 2500 km, najwyższym szczytem jest Szczyt Zwycięstwa (także Pik Pobiedy; 7439 m n.p.m.).

## Geografia

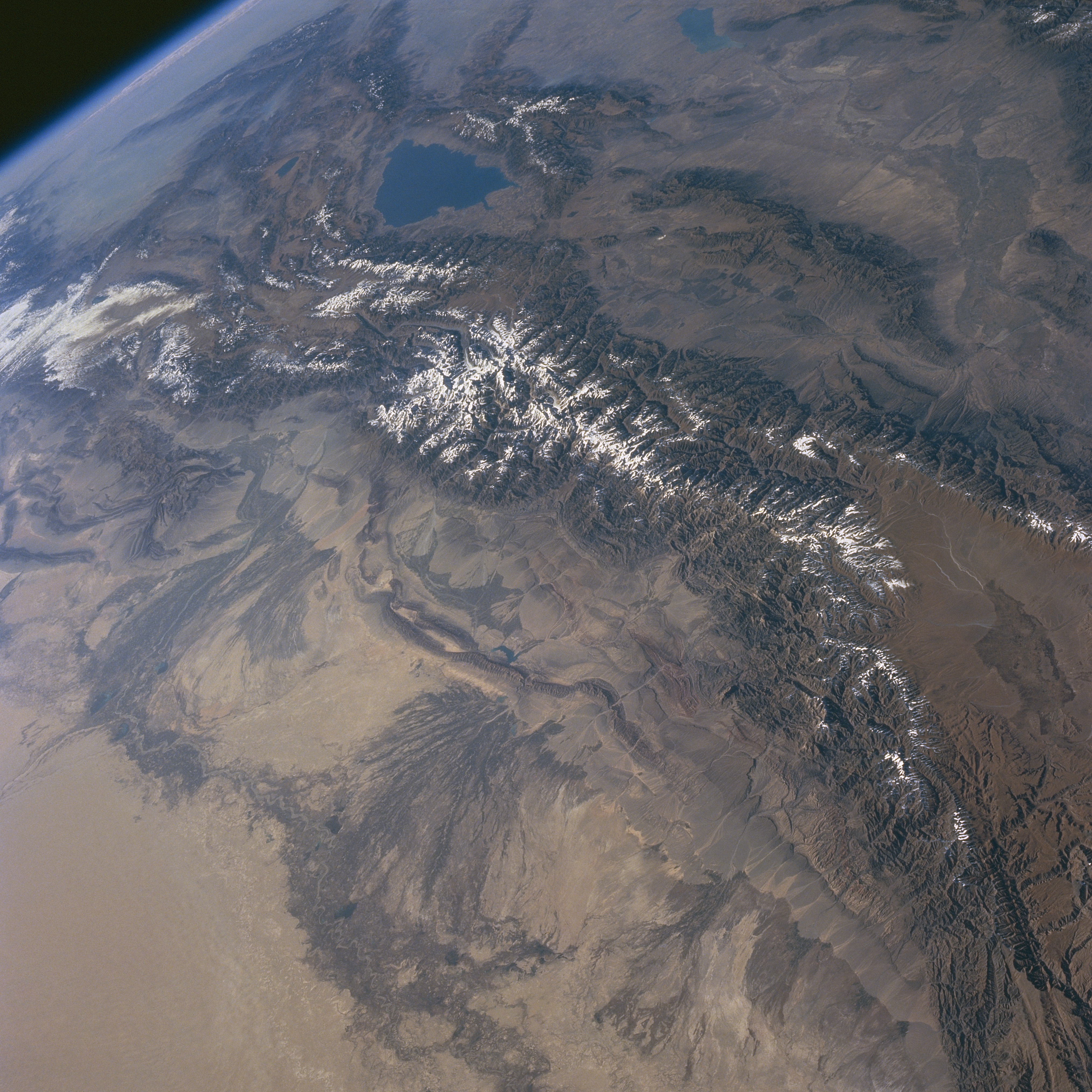
Zdjęcie satelitarne z widocznym jeziorem Issyk-kul

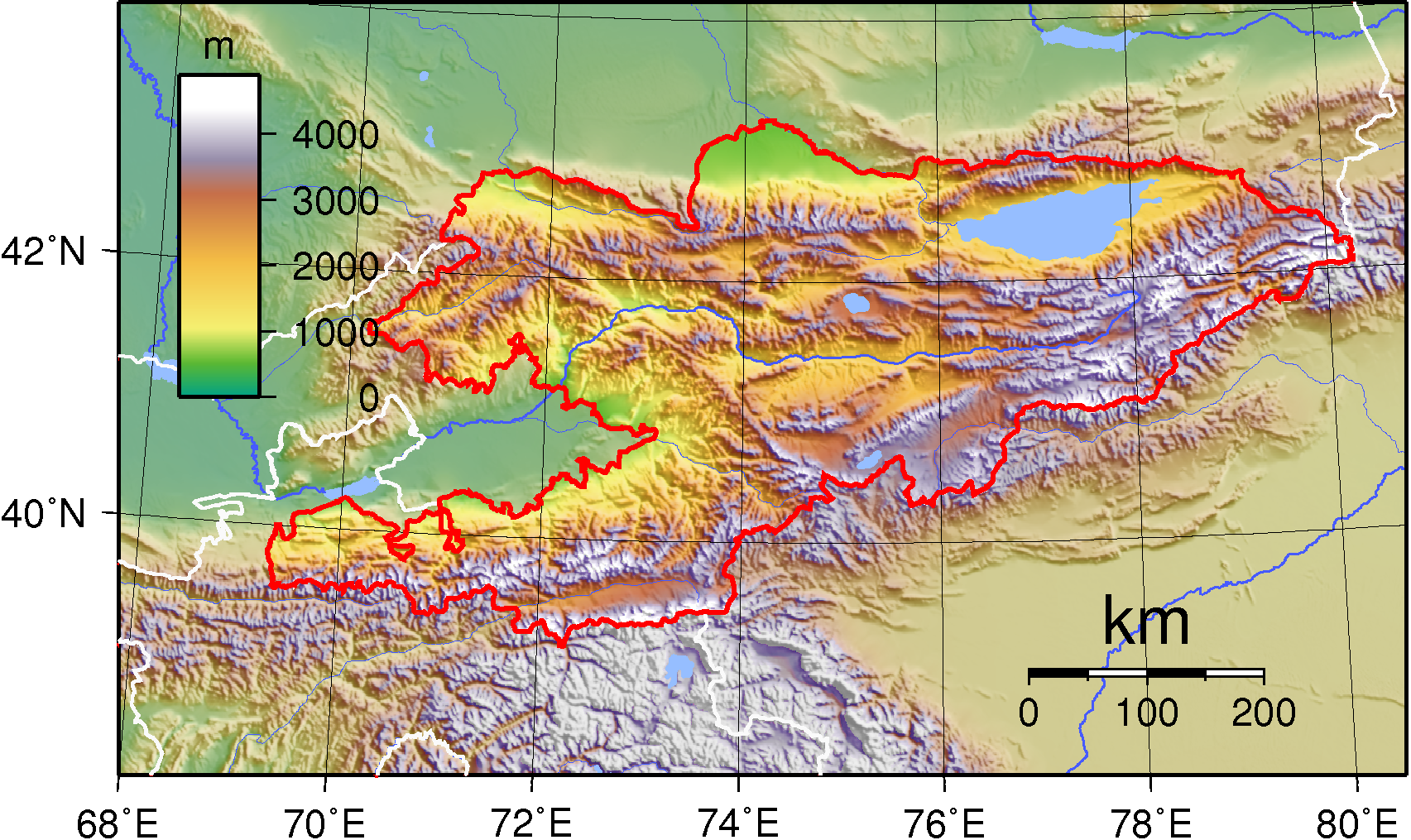
Tienszan na mapie Kirgistanu

Tienszan ma przebieg równoleżnikowy. Na zachodzie opada w Nizinę Turańską, na północy graniczy z Pogórzem Kazachskim i z Kotliną Dżungarską, która dzieli go od gór Ałtaj. Na wschodzie zbiega się z pasmem Kunlun i przechodzi stopniowo w Wyżynę Mongolską. Na południowym wschodzie Kotlina Kaszgarska oddziela go od Kunlunu. Na południowym zachodzie Tienszan łączy się z górami Pamir, a dalej Kotlina Fergańska oddziela go od Ałaju.
Tienszan dzieli się na Zachodni i Wschodni. Obejmuje szereg pasm górskich: Karatau, Góry Kirgiskie, Góry Fergańskie, Kakszaał, Ałatau Zailijski, Küngej Ałatau, Góry Czatkalskie, Ałatau Tałaski i Terskej Ałatau. Pasma te są rozdzielone licznymi dolinami i kotlinami tektonicznymi (najgłębsza – Turfańska, 154 m p.p.m.). Charakterystyczne są wysoko położone powierzchnie zrównania, zwane syrtami. Najwyższym szczytem tego pasma jest leżący na granicy Kirgistanu i Chin Szczyt Zwycięstwa (ros. Pik Pobiedy, 7439 m n.p.m.).
Już rosyjski geograf i eksplorator Piotr Siemionow-Tian-Szanski podczas swej podróży badawczej w Tienszan w latach 1856–1857 zauważył, że granica wiecznego śniegu w górach Azji Centralej przebiega znacznie wyżej, niż w Alpach czy na Kaukazie, które leżą na podobnej szerokości geograficznej. Podał on dla Tianszanu wielkość 3500 m n.p.m., a obecnie przyjmuje się - w zależności od położenia i ekspozycji terenu - przedział 2600–4450 m n.p.m. Współczesne zlodowacenie zajmuje łącznie około 10 tys. km² (największy lodowiec – Południowy Inylczek, 59,5 km długości, ponad 800 km² powierzchni). W górach Tienszan mają obszar źródłowy Syr-daria, Czu, liczne dopływy Tarymu i Ili, należą do obszaru bezodpływowego środkowej Azji. Wiele jezior (największe – Issyk-kul, 6200 km²).
Tienszan został sfałdowany w orogenezie kaledońskiej i hercyńskiej, następnie wyrównany procesami erozyjnymi i powtórnie poddany ruchom górotwórczym, które nadały mu obecny wygląd. Góry zbudowane są ze skał osadowych, metamorficznych i wylewnych paleozoiku i prekambru (łupki, piaskowce, wapienie, marmury, gnejsy, granity).

## Flora
U podnóża Tienszan, na wysokości 400–500 m n.p.m., znajdują się pustynie, półpustynie i suche stepy. Wyżej, na wysokości 1200–1500 m, występują stepy łąkowe, a w zachodniej części pasma również lasy liściaste z drzewami owocowymi. Wyżej stoki porastają lasy iglaste, głównie świerkowe, łąki subalpejskie i alpejskie. Linia wiecznego śniegu w części północno-zachodniej na wysokości 2600–3800 m, zaś w środkowej 4200–4450 m

## Fauna
Występującymi u podnóża gór – na pustyniach i stepach – zwierzętami są m.in. antylopy, zające tolaje (Lepus tolai) i chomiczaki szare (Cricetulus migratorius). We właściwej części pasma na większych wysokościach obecne są m.in. irbis (Panthera uncia), koziorożec syberyjski (Capra sibirica), sarna syberyjska (Capreolus pygargus), owca ałtajska (Ovis ammon). W niższych partiach, na obszarach lesisto-łąkowych, spośród ssaków występują m.in. dziki (Sus scrofa), niedźwiedzie brunatne (Ursus arctos isabellinus), norniki bure (Microtus agrestis), borsuki (Meles meles) oraz przedstawiciele skoczkowatych (Dipodidae). Z ptaków występują na przykład bambusówka górska (Bambusicola fytchii), wieszczek (Pyrrhocorax graculus), kruk zwyczajny (Corvus corax), pleszka zwyczajna (Phoenicurus phoenicurus), pliszka jasna (Motacilla clara), orzeł przedni (Aquila chrysaetos) i ułar himalajski (Tetraogallus himalayensis).

## Surowce naturalne
Tienszan jest zasobny w surowce mineralne, występują: węgiel, ropa naftowa, rudy metali nieżelaznych (antymonu, rtęci, ołowiu, cynku, niklu i wolframu), fosforyty. Złoża surowców doprowadziły do industrializacji północnej części wschodnich stoków Tienszan.